# Project 57
Project 57 war ein Kernwaffentest der Vereinigten Staaten im April 1957, der auf der Nevada Test Site durchgeführt wurde. Ziel des Tests war es, die Belastbarkeit der Sprengköpfe im Falle einer vorausgehenden zufälligen Detonation zu testen. Dazu wurden weitere Kernwaffen asymmetrisch gezündet, um eine zufällige Zündung zu simulieren. Eine unkontrollierte Detonation konnte verhindert werden.
Die kontaminierte Fläche wurde zunächst eingezäunt und die Ausrüstung an Ort und Stelle begraben. Im Jahr 1981 wurde das Gebiet vom U.S. Department of Energy dekontaminiert und anschließend stillgelegt. Hunderttausende Kubikmeter Erde und Geröll wurden aus Area 13 entfernt und in einer Abfallentsorgungseinrichtung in der Nevada Test Site endgelagert.